# Conselho de Defesa Centro-Americano
Conselho de Defesa Centro-Americano (em castelhano:  Consejo de Defensa Centroamericana, Condeca) foi uma aliança de países da América Central (El Salvador, Guatemala, Honduras, Nicarágua e Panamá). Foi criada por um tratado assinado em 14 de dezembro de 1963 na Cidade da Guatemala, com o propósito comum de reprimir os vários movimentos guerrilheiros de esquerda que ameaçavam a estabilidade na região durante a Guerra Fria. Atualmente encontra-se extinta.